# Расширение еврозоны

Синий — еврозона, зелёный — члены ЕС на МВК-II без исключений, фиолетовый — члены ЕС на МВК-II с исключениями, жёлтый — члены ЕС обязавшиеся перейти на евро, оранжевый — не члены ЕС использующие евро в рамках денежного соглашения, красный — не члены ЕС, использующие евро в одностороннем порядке

Расширение еврозоны — это текущий процесс в Европейском Союзе (ЕС). Все государства-члены Европейского Союза, за исключением Дании, которая договорилась об отказе от положений, обязаны принять евро в качестве своей единственной валюты, как только они удовлетворят критериям, которые включают: соблюдение критериев задолженности и дефицита, изложенных в Пакте стабильности и роста, поддержание инфляции и долгосрочных государственных процентных ставок ниже определённых контрольных значений, стабилизация обменного курса своей валюты по отношению к евро путем участия в Европейском механизме валютных курсов (МВК-II) и обеспечение соответствия своих национальных законов уставу ЕЦБ, уставу ЕСЦБ и статьям 130+131 Договора о функционировании Европейского союза. Обязательство государств-членов ЕС принять евро было впервые изложено в статье 109.1j Маастрихтского договора 1992 года, которая стала обязательной для всех новых государств-членов в соответствии с условиями их договоров о присоединении.
По состоянию на 2025 год в еврозоне насчитывается 20 государств-членов ЕС, из которых первые 11 (Австрия, Бельгия, Финляндия, Франция, Германия, Ирландия, Италия, Люксембург, Нидерланды, Португалия и Испания) ввели евро 1 января 1999 года, когда оно было только электронным. Греция присоединилась 1 января 2001 года, за год до того, как физические монеты и банкноты евро заменили старые национальные валюты в еврозоне. Впоследствии следующие восемь стран также присоединились к еврозоне 1 января указанного года: Словения (2007), Кипр (2008), Мальта (2008), Словакия (2009), Эстония (2011), Латвия (2014), Литва (2015) и Хорватия (2023).
Шесть остальных государств связаны договорами ЕС о введении евро после того, как они выполнят определённые экономические критерии, известные как критерии конвергенции — Болгария, Чехия, Венгрия, Польша, Румыния и Швеция — из которых только Болгария в настоящее время участвует в МВК-II. Поскольку критерии конвергенции требуют участия в МВК-II в течение как минимум двух лет, а государства, не входящие в еврозону, несут ответственность за принятие решения о том, когда присоединиться к МВК-II, они могут отсрочить свое соответствие критериям, не присоединившись к МВК-II. Болгария находится в процессе присоединения и, как ожидается, станет 21-м государством-членом еврозоны 1 января 2026 года.
Все государства-члены, не входящие в еврозону, оцениваются на предмет соответствия критериям конвергенции ЕЦБ и Европейской комиссией раз в два года, последний отчет которой был опубликован в июне 2025 года. Государства-члены также могут запросить, чтобы оценка их соответствия проводилась вне этого двухлетнего цикла в любой месяц по их выбору, поскольку соответствие может меняться в течение года. У Дании есть договор об отказе от обязательства по присоединению к еврозоне, даже если она соответствует всем критериям; исторически это также применялось к Великобритании, пока та не вышла из ЕС 31 января 2020 года.
ЕЦБ начал двухлетнюю подготовительную фазу для создания нового цифрового евро 1 ноября 2023 года, который был предложен, но пока не решен, для введения в качестве дополнительного цифрового платежного метода, сосуществующего с доступными в настоящее время четырьмя типами транзакций в евро: наличные, платежная карта, банковский счет и другие цифровые платежи. Если цифровой евро будет принят, он будет доступен и принят в качестве нового дополнительного платежного метода для граждан в еврозоне, а также доступен для граждан европейских микрогосударств при условии одобрения пересмотренных валютных соглашений. Любое государство, не являющееся членом еврозоны, в соответствии со статьей 18 предлагаемого постановления Совета также получит возможность принять цифровой евро в качестве платежного метода для своих граждан — без вступления в еврозону, при условии подписания соглашения о принятии цифрового евро между ЕЦБ и национальным центральным банком этого государства-члена.